# Líneas Victoria
Las Líneas Victoria, originalmente conocidas como el Frente Noroeste y algunas veces extraoficialmente conocidas como la Gran Muralla de Malta, son una línea de fortificaciones que se extiende a lo largo de 12 kilómetros a lo ancho de Malta, dividiendo el norte de la isla del sur más poblado.

## Ubicación
Las Líneas Victoria discurren a lo largo de una barrera geográfica natural conocida como Gran Falla, desde Madliena en el este, a través de los límites de la ciudad de Mosta en el centro de la isla, hasta Binġemma y los límites de Rabat, en la costa oeste. La compleja red de fortificaciones lineales conocidas colectivamente como las Líneas Victoria, que atravesaban el ancho de la isla al norte de la antigua capital de Mdina, era un monumento único de arquitectura militar.

## Antecedentes
Cuando fue construida por los militares británicos a fines del siglo XIX, la línea fue diseñada para presentar una barrera física a las fuerzas invasoras que aterrizasen en el norte de Malta, con la intención de atacar las instalaciones portuarias, tan vitales para el mantenimiento de la flota británica, su fuente del poder en el Mediterráneo. Aunque nunca se probó en la batalla, este sistema de defensas, que abarca unos 12 km de tierra y combina diferentes tipos de fortificaciones (fortalezas, baterías, atrincheramientos, muros de contención, líneas de infantería, emplazamientos de reflectores y posiciones de obuses) constituyó un conjunto heterogéneo y único de instalación militar. Todos los elementos se unieron para poder cumplir la estrategia adoptada por los británicos para la defensa de Malta en la segunda mitad del siglo XIX. Una solución singular que explotó las ventajas defensivas de la geografía y la tecnología como ninguna otra obra de fortificación en las islas maltesas.
Las Líneas Victoria deben su origen a una combinación de eventos internacionales y a las realidades militares de la época. La apertura del Canal de Suez en 1869, destacó la importancia de las islas maltesas.

## Principios
Para 1872, las obras costeras habían progresado considerablemente, pero la cuestión de las defensas terrestres seguía sin resolverse. Aunque la faja de fortalezas propuesta por el coronel Jervois en 1866 hubiera mejorado considerablemente la defensa del área del puerto, surgieron otros factores que hicieron que el esquema fuera particularmente difícil de realizar.
La posición elegida fue la cresta de tierra existente al norte de la antigua ciudad de Mdina, que atraviesa transversalmente el ancho de la isla a una distancia que varía de 4 a 7 millas de La Valeta. Allí, se creía, unas pocas fortalezas aisladas podían cortar toda la parte oeste de la isla que contenía buenas bahías e instalaciones para el aterrizaje. Al mismo tiempo, la línea de fortalezas propuesta aisló los recursos de la mayor parte del país y el agua del lado de los defensores; mientras que el terreno requerido para la construcción de las fortificaciones podría ser mucho más barato que en las cercanías de La Valeta. El Coronel Mann estimó que el costo total de la tierra y las obras del nuevo proyecto ascendería a £ 200,000, mucho menos de lo que se habría requerido para implementar el esquema de Jervois de fortalezas separadas.
Esta nueva estrategia defensiva trató de sellar toda el área alrededor del Gran Puerto dentro de un perímetro alargado en forma de caja, con las fortalezas separadas en la línea de la Gran Falla formando el límite noroeste, los acantilados al sur formando una barrera natural, inaccesible; mientras que los lados norte y este debían ser defendidos por una línea de fortalezas y baterías costeras. En cierto modo, el uso de la Gran Falla con fines defensivos no fue una idea totalmente original, ya que ya había sido presentada por la Orden de San Juan en las primeras décadas del siglo XVIII, cuando se dieron cuenta de que no tenían los recursos humanos necesarios para defender toda la isla. La Orden había construido algunos atrincheramientos de infantería en lugares estratégicos a lo largo de la línea general de la falla, a saber, las Líneas de Falca y San Pawl tat-Tarġa, Naxxar. De hecho, el uso de partes de la falla natural con fines defensivos se remonta aún más, como lo ilustra la Torre Nadur en Bingemma (siglo XVII), Torri Falca (siglo XVI) y los restos de una ciudadela fortificada de la Edad de Bronce que posiblemente ocupó el sitio del Fuerte Mosta.

## Edificio

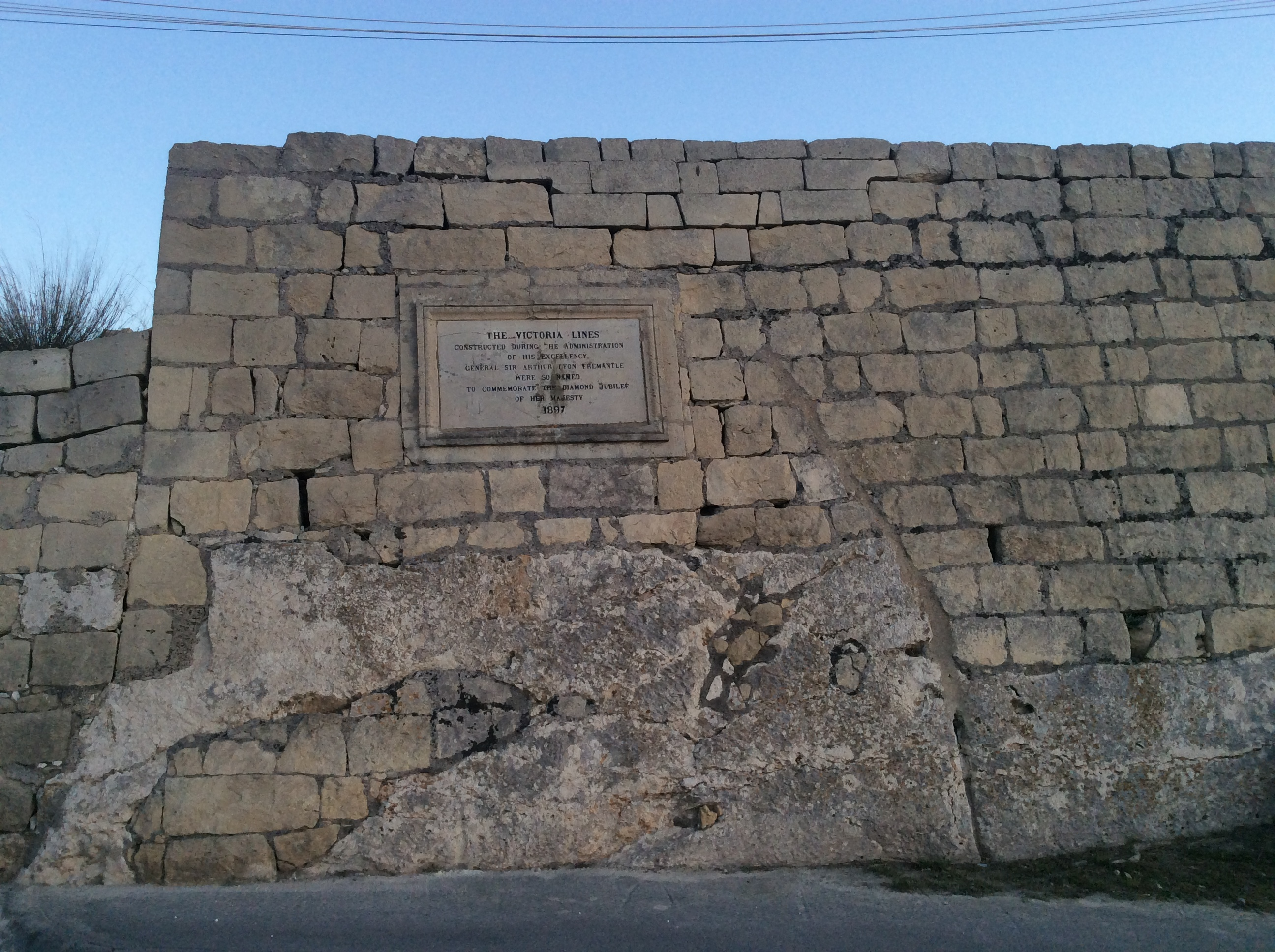
Placa de las Líneas Victoria

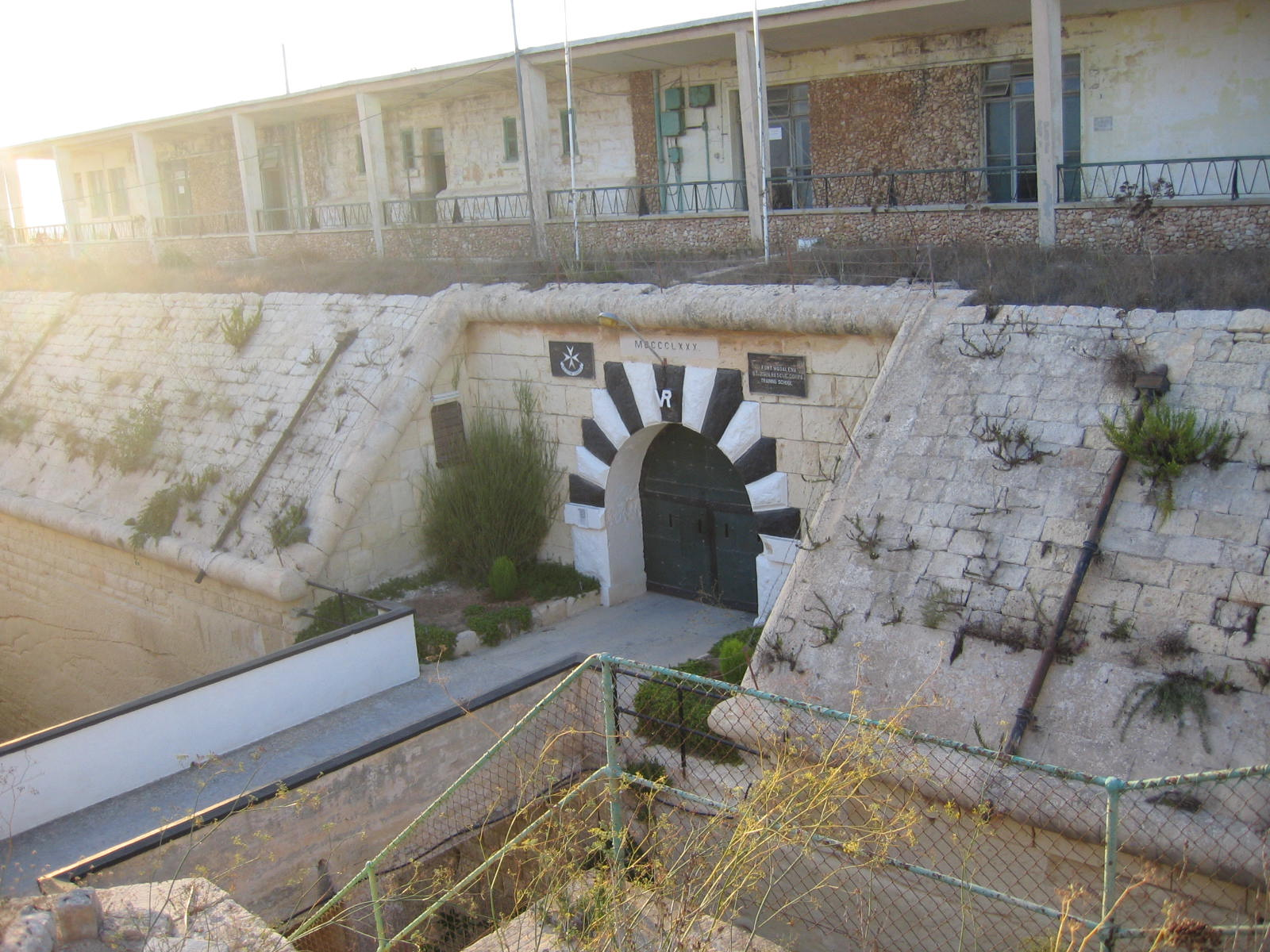
Fuerte Madalena

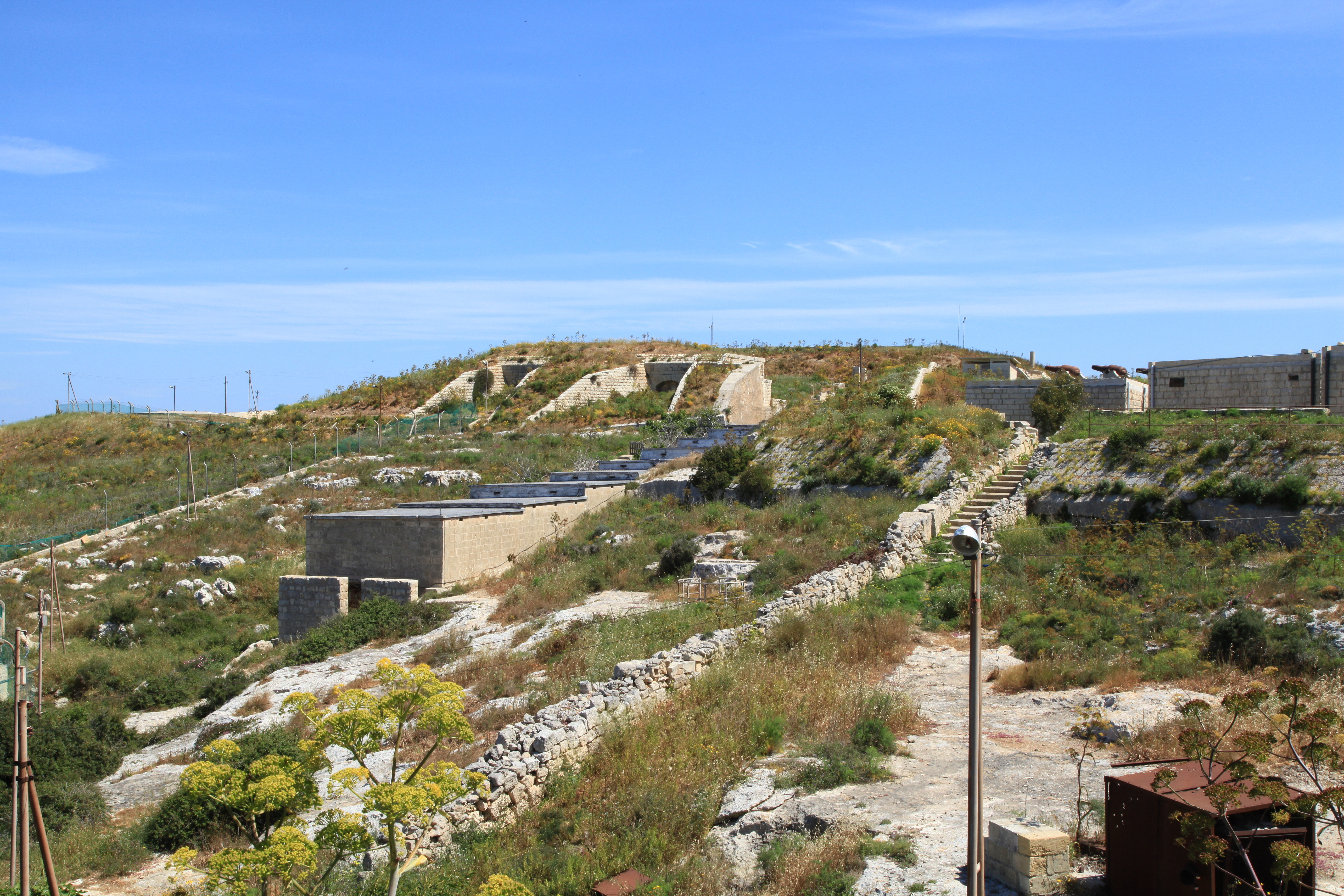
Fuerte Mosta

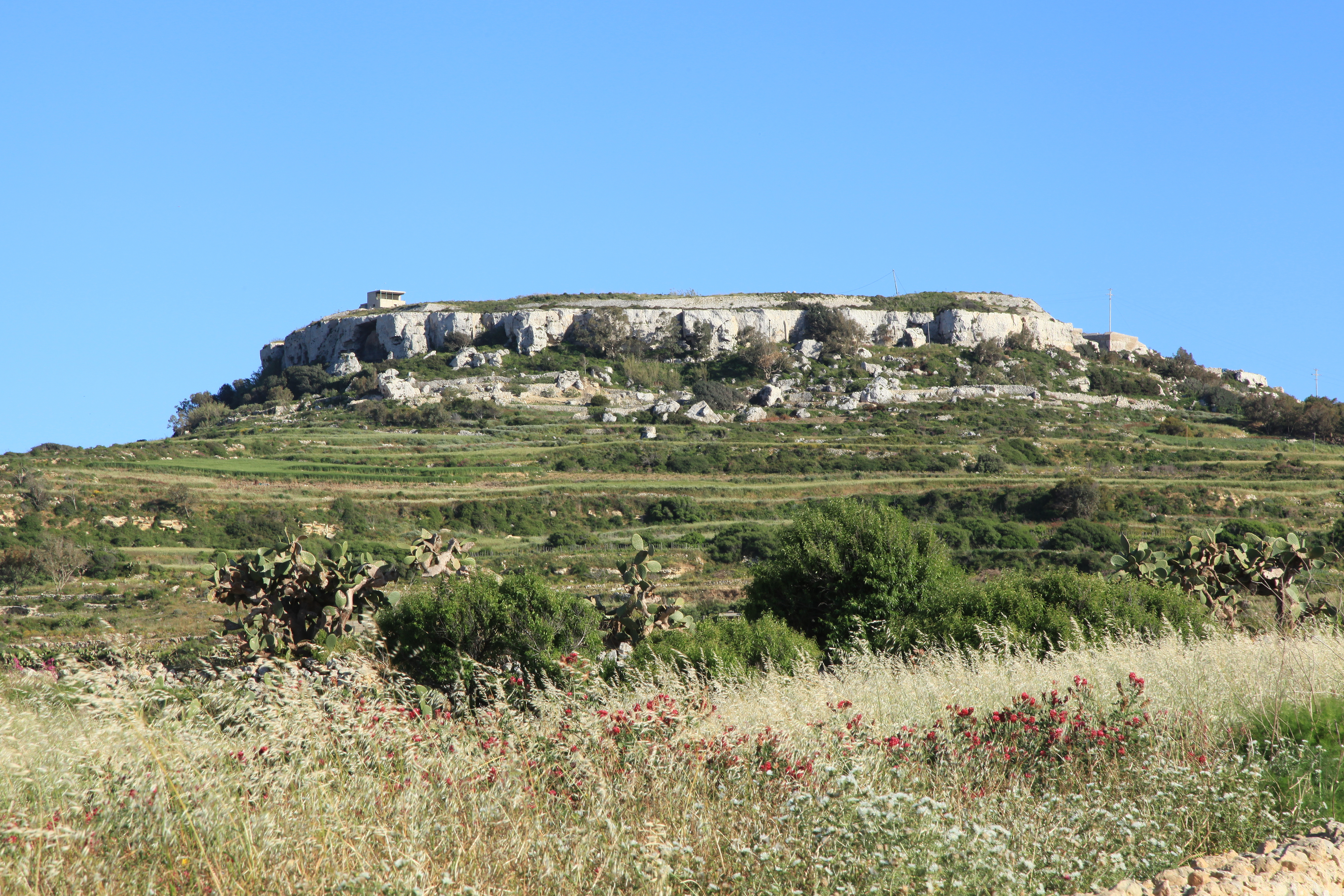
Fuerte Cuboġemma

En 1873, el Comité de Defensa aprobó la estrategia defensiva de Adye y recomendó mejorar la ya sólida posición entre las colinas de Bingemma y las alturas sobre la bahía de San Jorge. El trabajo en lo que originalmente se llamaría el Frente Noroeste comenzó en 1875 con la construcción de una serie de fortalezas y baterías aisladas, diseñadas para endurecer la falla. Se construirían tres fortalezas a lo largo de la posición, en Bingemma, Madliena y Mosta, (diseñadas para cubrir los extremos occidental y oriental y la parte central del frente, respectivamente). El primero en construirse fue el fuerte Bingemma. Para 1878, el trabajo aún no había comenzado con los otros dos y la posición atrincherada en Dwerja; todo esto se completaría con un presupuesto de 200,000 £. El general Simmons recomendó que los antiguos atrincheramientos de los Caballeros ubicados a lo largo de la línea de la falla en Tarġa y Naxxar debían restaurarse e incorporarse a las defensas. También recomendó que se construyeran buenos caminos en la parte posterior de las líneas y que se mejorasen los que ya existían. Las fortificaciones de Mdina, antigua capital de la isla debían considerarse dentro del sistema defensivo.
Los fuertes en la línea defensiva se diseñaron con un doble papel de defensa terrestre y defensa costera en mente, particularmente los de los extremos pero, debido a la topografía en la parte norte de la isla, había zonas de terreno muerto a lo largo de la costa y accesos interiores que no podían ser cubiertos adecuadamente por las armas de las fortalezas principales. Como resultado, se decidió que se deberían construir nuevas obras entre los fuertes Mosta y Bingemma y los emplazamientos de las armas colocadas en ellos. También se consideró conveniente tenerco nstruidos nuevos emplazamientos para armas a la izquierda del Fuerte Madalena y en el área entre este y Fuerte Pembroke. Este último fuerte se construyó en el litoral oriental, debajo y en la parte trasera del Fuerte Madalena, para controlar la brecha causada por la línea de costa accesible que conduce hacia La Valeta. Las baterías de armas se propusieron finalmente en Tarġa, Għargħur y San Giovanni. Se elaboraron planes para estas obras, pero solo la de San Giovanni se construyó y armó, mientras que las de Għargħur nunca se construyeron y la de Tarġa, aunque en realidad se construyó, nunca se armó.

### Limitaciones
Hacia 1888, la línea de los acantilados formados por la gran falla geológica y las obras que se habían construido a lo largo de su longitud desde Fuerte Bingemma a la izquierda hasta Fuerte Madalena a la derecha constituían, en palabras de Nicholson y Goodenough, "una posición militar de gran fuerza ". Los principales defectos inherentes a la posición defensiva fueron los extremos donde el terreno elevado descendía hacia la costa, dejando amplios huecos a través de los cuales las fuerzas enemigas podían superar toda la posición. Particularmente débil en este sentido fue el extremo occidental. Allí, existía un intervalo considerable entre el fuerte Bingemma y el mar. Las maniobras militares realizadas en el área revelaron que era posible que las tropas desembarcaran en la Bahía de Fomm ir-Riħ y ganaran la retaguardia de la línea fortificada sin que las defensas las detectasen. Para contrarrestar esta amenaza, se hicieron recomendaciones para la construcción de dos fortificaciones con un armamento móvil de cañones de tiro rápido, la construcción de casetas de bloques, la mejora del muro que cerraba el inicio del valle al sur de Fort Bingemma y el fortalecimiento de la línea de acantilados. También se sugirió que las granjas existentes en el área fuesen defendibles.
Incluso hubo sugerencias para la reconstrucción y la reutilización de las antiguas líneas hospitalarias en ta 'Falca y Naxxar, pero solo se puso en uso esta última, que se describe como una posición de gran importancia en caso de un desembarco en la bahía de San Pablo.
Una deficiencia grave de las defensas del Frente Noroeste fue la falta de alojamiento en el cuartel para las tropas a las que se les exigía que sirvieran y defendieran las obras. Las líneas se extendían seis millas y el alojamiento provisto en los fuertes era bastante escaso. En consecuencia, se consideró necesario construir nuevos cuarteles capaces de albergar un regimiento (PRO MPH 234) y luego un batallón completo de infantería, y se eligió un nuevo emplazamiento en la parte trasera de las Líneas Dwerja, en Mtarfa. Aunque inicialmente se diseñaron como una serie de puntos fuertes separados, las fortificaciones a lo largo del Frente Noroeste finalmente se unieron mediante una línea de infantería continua y todo el complejo, para cuando casi se completaba, se bautizó como Líneas Victoria para conmemorar el Jubileo de Diamantes de la reina Victoria en 1897. Los largos tramos de líneas de infantería que unen los diversos puntos fuertes, que consisten en la mayoría de los lugares en un simple parapeto de mampostería, se completaron el 6 de noviembre de 1899.

### Otros cambios
La línea de los tramos intermedios siguió la configuración de la cresta, a lo largo de los contornos de la falla. La naturaleza de la pared varió en gran medida a lo largo de su longitud, pero básicamente consistió en una construcción tipo sándwich con un revestimiento exterior e interior y rellenado con tierra. La altura promedio del parapeto era de unos cinco pies (1,5 metros). Las paredes estaban frecuentemente rematadas por brechas de seguridad, de las cuales solo unas pocas secciones han sobrevivido. En algunos lugares, los escombros  se tiraron en frente de la pared para ayudar a crear un conglomerado y un foso. En algunos lugares se trabajó el terreno rocoso que se encuentra inmediatamente detrás del parapeto para proporcionar un camino o senda de patrulla a lo largo de la línea. Varios valles interrumpían la línea de la falla natural y, en esos lugares, solo se permitió la continuación del perímetro defensivo a través de la construcción de puentes de mampostería poco profundos y defendibles, como todavía se puede ver hoy en Wied il-Faħam cerca de Fort Madalena , Wied Anglu y Bingemma Gap. También existían otros puentes, ahora demolidos, en Mosta Ravine y Wied Filip.
Durante la última fase de su desarrollo, las Líneas Victoria se fortalecieron con varias baterías y fortificaciones adicionales. Se construyó un reducto de infantería en el extremo occidental del frente en Fomm ir-Riħ y se equipó con emplazamientos para las ametralladoras Maxim. En 1897 se construyó una batería de  ángulo alto en la parte trasera de las líneas defensivas en Għargħur y otras siete baterías de obuses se construyeron cerca de la parte trasera de la línea defensiva, cada una de las cuales consistía en cuatro emplazamientos para cañones protegidos por defensas de tierra. En il-Kunċizzjoni y Wied il-Faħam se construyeron emplazamientos de reflectores.

## Consecuencias
Los ejercicios de entrenamiento militar organizados en mayo de 1900 revelaron que las Líneas Victoria tenían un dudoso valor defensivo. Con la excepción de los fuertes costeros, en 1907 fueron abandonadas por completo. Fort Mosta todavía está en uso como depósito de municiones, mientras que Fort Madalena todavía es utilizado por la Compañía de Sistemas de Información de Comunicaciones de la FAM.
En 1998, el Gobierno de Malta presentó las Líneas Victoria a la UNESCO para su consideración como Patrimonio de la Humanidad.
Gran parte de los muros de fortificación se han derrumbado, aunque algunas partes en el campo permanecen intactas.